# AHL 1967/68
Die Saison 1967/68 war die 32. reguläre Saison der American Hockey League (AHL). Während der regulären Saison bestritten die acht Teams der Liga jeweils 72 Spiele. Die sechs besten Mannschaften der AHL spielten anschließend in einer Play-off-Runde um den Calder Cup.

## Teamänderungen
Folgende Änderungen wurden vor Beginn der Saison vorgenommen:
- Die Pittsburgh Hornets stellten den Spielbetrieb ein, da die Pittsburgh Penguins im selben Jahr in die National Hockey League aufgenommen wurden
- Die Springfield Indians änderten ihren Namen in Springfield Kings

## Reguläre Saison

### Abschlusstabellen
Abkürzungen: GP = Spiele, W = Siege, L = Niederlagen, T = Unentschieden, OTL = Niederlage nach Overtime, GF = Erzielte Tore, GA = Gegentore, Pts = Punkte

Erläuterungen: In Klammern befindet sich die Platzierung innerhalb der Conference;       = Playoff-Qualifikation,       = Division-Sieger,       = Conference-Sieger

#### Reguläre Saison
| East Division      | GP | W  | L  | T  | GF | GA  | Pts |
| ------------------ | -- | -- | -- | -- | -- | --- | --- |
| Hershey Bears      | 72 | 34 | 30 | 8  | 76 | 276 | 248 |
| Springfield Kings  | 72 | 31 | 33 | 8  | 70 | 247 | 276 |
| Providence Reds    | 72 | 30 | 33 | 9  | 69 | 235 | 272 |
| Baltimore Clippers | 72 | 28 | 34 | 10 | 66 | 236 | 255 |

| West Division       | GP | W  | L  | T  | GF | GA  | Pts |
| ------------------- | -- | -- | -- | -- | -- | --- | --- |
| Rochester Americans | 72 | 38 | 25 | 9  | 85 | 273 | 233 |
| As de Québec        | 72 | 33 | 28 | 11 | 77 | 277 | 240 |
| Buffalo Bisons      | 72 | 32 | 28 | 12 | 76 | 239 | 224 |
| Cleveland Barons    | 72 | 28 | 30 | 14 | 70 | 236 | 255 |

### Beste Scorer
Abkürzungen: GP = Spiele, G = Tore, A = Assists, Pts = Punkte, +/- = Plus/Minus, PIM = Strafminuten; Fett: Saisonbestwert
| Spieler          | Team                | GP | G  | A  | Pts | PIM |
| ---------------- | ------------------- | -- | -- | -- | --- | --- |
| Simon Nolet      | As de Québec        | 70 | 44 | 52 | 96  | 45  |
| Bob Barlow       | Rochester Americans | 72 | 43 | 52 | 95  | 72  |
| Jean-Guy Gendron | As de Québec        | 72 | 29 | 58 | 87  | 72  |
| André Lacroix    | As de Québec        | 54 | 41 | 46 | 87  | 18  |
| Mike Nykoluk     | Hershey Bears       | 72 | 19 | 66 | 85  | 30  |
| Tom McCarthy     | Baltimore Clippers  | 70 | 34 | 49 | 83  | 52  |
| Roger DeJordy    | Hershey Bears       | 71 | 43 | 39 | 82  | 20  |
| Jim Paterson     | Cleveland Barons    | 72 | 27 | 54 | 81  | 31  |

## Calder-Cup-Playoffs

### Modus
Für die Play-offs qualifizierten sich die sechs besten Mannschaften der American Hockey League. In der ersten Play-off-Runde traf jeweils der Zweite der Eastern bzw. Western Division auf den Dritten und die beiden Divisionsgewinner trafen aufeinander. Die beiden Sieger aus den Duellen der Mannschaften auf den Plätzen zwei und drei trafen daraufhin in der zweiten Runde aufeinander, während der Gewinner aus dem Duell der beiden Divisionsgewinner durch ein Freilos automatisch für das Finale qualifiziert war. Die ersten beiden Play-off-Runden fanden im Modus Best-of-Five statt, wobei die beiden Divisionsgewinner im Modus Best-of-Seven um die Finalteilnahme spielten. Das Finale selbst wurde ebenfalls im Modus Best-of-Seven ausgespielt.

### Play-off-Übersicht

#### Erste Runde
- (W1) Rochester Americans – (E1) Hershey Bears 4:1
- (E3) Providence Reds – (E2) Springfield Kings 3:1
- (W2) As de Québec – (W3) Buffalo Bisons 3:2

#### Zweite Runde
- (W1) Freilos für die Rochester Americans
- (W2) As de Québec – (E3) Providence Reds 3:1

#### Finale
- (W1) Rochester Americans – (W2) As de Québec 4:2

### Calder-Cup-Sieger
| Calder-Cup-Sieger Rochester Americans | Torhüter: Bobby Perreault, Carl Wetzel Verteidiger: Don Cherry, Don Johns, Jim McKenny, Marc Reaume, Darryl Sly Angreifer: Norm Armstrong, Bob Barlow, Bob Cook, Les Duff, Dick Gamble, Murray Hall, Duke Harris, Bryan Hextall, Bronco Horvath, Len Lunde, Jim Pappin, Ted Taylor Cheftrainer: Joe Crozier General Manager: Joe Crozier |

## Vergebene Trophäen

### Mannschaftstrophäen
| Auszeichnung                                                            | Team                |
| ----------------------------------------------------------------------- | ------------------- |
| Calder Cup Gewinner der AHL-Playoffs                                    | Rochester Americans |
| F. G. „Teddy“ Oke Trophy Bestes Team der East Division, Reguläre Saison | Hershey Bears       |
| John D. Chick Trophy Bestes Team der West Division, Reguläre Saison     | Rochester Americans |

### Individuelle Trophäen
| Auszeichnung                                                                  | Spieler          | Team                |
| ----------------------------------------------------------------------------- | ---------------- | ------------------- |
| Les Cunningham Award MVP der regulären Saison                                 | Dave Creighton   | Providence Reds     |
| John B. Sollenberger Trophy Bester Scorer                                     | Simon Nolet      | As de Québec        |
| Dudley „Red“ Garrett Memorial Award Bester Rookie                             | Gerry Desjardins | Cleveland Barons    |
| Eddie Shore Award Bester Verteidiger                                          | Bill Needham     | Cleveland Barons    |
| Harry „Hap“ Holmes Memorial Award Torhüter mit dem geringsten Gegentorschnitt | Bobby Perreault  | Rochester Americans |
| Louis A. R. Pieri Memorial Award Bester Trainer                               | Vic Stasiuk      | As de Québec        |